# Хирург
Хирург, видар, оператор (грч. χειρουργοί, од речи χερ — „рука“ и ἔργον — „дело“), је лекар, зубни лекар или ветеринар специјалиста за хируршке болести, едукован за хируршке интервенције, у хуманој медицини или ветерини.
За разлику од других медицинских стоматолошких и ветеринарских специјалности, хирург се разликује по начину спровођења терапије. Његов рад је заснован пре свега на мануелним интервенцијама или оперативним, инвазивним поступцима, у току којих уз помоћ хируршких инструмената, он уклањања оболели део тела, врши ремоделовање костију и меких ткива или пресађивање органа, што пацијенту или животињи може нанети бол или патњу. Зато хирург лечење најчешће изводи уз помоћ анестезије у за то, специјалном хируршком опремом, опремљеним хируршким салама.

## Историја
Први „примитивни“ хирурзи стари су колико и човечанство. У основи, они су се инстинктивно бавили одређеним радњама, вађењем зуба који су их болели, отварањем апсцеса (колекција гноја у било ком делу тела), намештањем прелома итд. Овакве интервенције прво су вршили сами себи а онда и другима, и то без посебне обуке и одговарајућег знања. Тако је настала посебна група тзв. ранара, видара, бербера хирурга, која се на почетку историје медицине бавила неком врстом „примитивне“ хирургије. Њихов рад заснивао се на некаквом тачном или нетачном познавању физиологије и анатомије људског тела. 
Зашивање рана ланеним концима, приказано на египатским папирусима старим пет хиљада година, говори да је употреба конаца у хирургији стара колико и људско сазнање о њој. Треба споменути и натписе на египатским гробницама који дају наговештаје савршенијег рада хирурга. Међу народима старог доба као хирурзи посебно су су се истицали Индуси и Египћани. Иако су Индуски хирурзи вршили безброј оперативних захвата, њихов утицај на западну цивилизацију био је мали. Египатска цивилизација била је вековима та у којој су хирурзи заузимали посебно место. 
Значај египатских хирурга огледа се у томе шта су они дали велики допринос школовању грчких хирурга, и у оснивању две велике медицинске школе. Једна је била у Грчкој, друга у Александрији. Ове школе су постојале од 500. године п. н. е. све до оснивања и успона Западног римског царства. Посебно место заузима хирургија класичног периода Грчке (460—130. п. н. е.), тј. медицина Хипократове школе. Хипократ (460—370. п. н. е.) је много писао и такође је предавао хирургију. Медицина се у то време развила више него икада раније. Хипократ је наглашавао важност рационалног поступка лечења заснованог на студиозним закључцима, за разлику од ранијих закључака углавном заснованих на предрасудама и емоцијама. 
Период од 150. године  п. н. е. до средњег века представља дуги период грчко-римске медицине. Континуитет између грчке и римске медицини разумљив је с обзиром на политичке и друштвене околности тог доба. Александријска медицина је такође била пролазна. Велики регистратор медицинске праксе тог доба је веома предано сам озбиљно сређивао Целзус. Сматра се да он највероватније није ни био лекар. 
Велико име свог времена био је славни римски лекар Гален. Гален је писао о анатомији, физиологији, фармакологији, интерној медицини, хирургији, итд. Заправо је ауторитативно писао о свим медицинским темама свог времена. У хирургију је увео конце направљене од животињских црева.
У средњем веку рад хирурга био је у стагнацији, као и целокупна медицина. Компликовано и непотпуно зарастање рана било је правило, а не изузетак. Галенов утицај на хирурге био је тако велики да су његови списи гушили даљи прогрес и доминирали медицином западног света у средњем веку. Истински чувари медицинске науке тог доба били су свештеници који су се бавили практичним лечењем. Сачувана је стара медицинска литература грчког, арапског, кинеског и других друштава. Калуђери средњег века одиграли су изузетно важну улогу за будућност медицине и хирургије јер су чували и преписивали рукописе из прошлости. 
Први приступ медицинској науци приучени хирурзи и друге струке добили су када се у оквиру катедралних школа оснивају  универзитети у деветом веку. У тим високим школама било је интегрисано све што је било најбоље у грчко-римској, оријенталној и арапској медицини. Веома су значајне италијанске школе у којима се сем медицинских наука и изучавао и практичан медицински рад.
Међутим, хирурзи с краја средњег века дуго нису имали универзитетско образовање. Ретко који хирург је знао да чита латински. Због овакве ситуације хирургија је слабо напредовала. Уназађена је као вештина, а њен научни развој је заустављен. Посао хирурга обављали су бербери и велики број надрилекара. Крајем средњег века медицине је потпуно прешла у руке лаика.
У осамнаестом веку оперативна хирургија је коначно у развоју и ускоро је сустигла интерну медицину. До овог прогреса довело је учвршћивање ранијих сазнања и њихова примена у лечењу болесника који су под таквим условима оперисани за више увежбаности него икад раније. 
Крајем осамнаестог и почетком деветнаестог века хирург је коначно постао хирург - лекар који је имао угледно место у медицини. Период великих научних достигнућа хирурга почео је крајем осамнаестог и почетком деветнаестог века. Брзи развој природних наука довео је до брзог развоја хирургије. Период великог развоја хирургије у Француској и Енглеској дао је еминентне хирурге, који су се у значајној мери бавили проучавањем специфичних обољења и њиховим тачним описивањем. 
Развој анестезија, микробиолошке науке, откриће рендгена, проналазак крвних група и разрада безбедних метода трансфузије крви, откриће пеницилина и после њега других антибиотика, само су нека од епохалних достигнућа која су унапредила рад хирурга, и омогућила стварање модерне хирургије. Појава модерне хирургије допринела је и бољем школовању хирурга, нарочито у области фундаменталних наука.

## Специјалности
- Кардиохирург
- Колоректални хирург
- Максилофацијални хирург
- Трансплантациони хирург
- Гастроинтестинални хирург
- Васкуларни хирург
- Неурохирург
- Неуролошки хирург
- Орални хирург
- Гинеколошко-акушерски хирург
- Ортопедски хирург
- Очни хирург
- Оториноларинголог
- Дечји хирург
- Естетски и реконструктивни хирург
- Онколошки хирург
- Трауматолог
- Грудни хирург
- Уролог
- Ветеринарски хирург
- Општи хирург

## Хирурзи, пионири хирургије
- Сушрута Самхита — пионир у ринопластици.[8])
- Abu al-Qasim al-Zahrawi — зачетник модерне хирургије,[9])
- Charles Kelman — творац факоемулзификације, савремене технике у хируршком лечењу катаракте
- William Stewart Halsted —
- Alfred Blalock — оснивач хирургије на отвореном срцу (1944)
- C. Walton Lillehei — отац хирургије на отвореном срцу
- Кристијан Барнард — кардиохирург који је извео прву трансплантацију срца на свету
- Victor Chang — Аустралијски пионир у трансплантацији срца
- John Hunter
- Victor Horsley — неурохирург
- Lars Leksell — неурохирург, иноватор у радиохирургији
- Џозеф Листер — први увео методе антисепсе
- Harvey Cushing — пионир у модерној неурохирургији
- Paul Tessier — Француски неурохирург
- Gholam A. Peyman —очни хирург,[10])
- Никола Пирогов —
- Valery Shumakov — пионир у имплантационој хирургији
- Svyatoslav Fyodorov — иноватор у области радијалне кератотомије
- Gazi Yasargil — Турски неурохирург
- Рене Фавалоро — оснивач коронарне бајпас хирургије
- Michael R. Harrison — пионир у области феталне хирургије
- Мајкл Дебејки — едукатор и иноватор у области кардиохирургије
- Fidel Pagés — пионир у области епидуралне анестезије